# Nick von Niederhäusern
Nick von Niederhäusern (* 28. September 1989 in Wiesendangen) ist ein Schweizer Fussballspieler.

## Karriere
Von Niederhäusern durchlief seine Jugendkarriere beim FC Wiesendangen und später beim FC Winterthur. Im Dezember 2007 gab er sein Debüt in der ersten Mannschaft des FC Winterthur, beim 3:1-Auswärtssieg gegen den FC Lausanne-Sport. Er stand in der Startaufstellung und spielte während 90 Minuten durch. In seiner Zeit beim FC Winterthur bestritt er insgesamt 137 Spiele in der Challenge League sowie 8 Spiele im Schweizer Cup.
Im Juli 2013 wechselte er zum Ligakonkurrenten FC Vaduz, mit dem er bereits in der ersten Saison in die höchste Schweizer Liga, die Super League aufsteigen konnte. Im selben Jahr gewann er den Liechtensteiner Cup, nach einem Finalsieg über USV Eschen-Mauren. In den zwei darauffolgenden Saisons erreichte man jeweils am vorletzten Spieltag den Ligaerhalt und verteidigte in beiden Jahren den Liechtensteiner Cup. 2015 verlängerte er seinen Vertrag beim FC Vaduz um ein weiteres Jahr bis 2016. 2018 wechselte er zurück in die Schweiz zum FC Wil. Nach der Hinrunde der Saison 2019/20 löste er den Vertrag mit dem FC Wil vorzeitig auf, nachdem er zuletzt dort Vize-Captain war. Anschliessend absolvierte er noch 16 Partien für den SC YF Juventus und beendete 2021 seine Karriere.

## Sonstiges
Nick von Niederhäusern ist der ältere Bruder von Nils von Niederhäusern, der seit 2017 beim FC Vaduz in der Challenge League unter Vertrag steht.

## Titel und Erfolge
FC Vaduz
- Liechtensteiner Cupsieger: 2014, 2015, 2016